# Manuel García Ponce
Manuel García Ponce (c. 1850 Pueblo de Alacranes, Matanzas, Cuba – 24 de febrero de 1895 Ceiba Mocha, Matanzas, Cuba), más conocido como el Rey de los campos de Cuba, se hizo más conocido por mantener el contacto con los revolucionarios de su tierra y de la ciudad estadounidense de Cayo Hueso, en Florida, a través de las cartas que se enviaban. El dinero que conseguía a través de los secuestros a las personas ricas, que él llevaba a cabo, lo usaba para comprar armas y municiones para colaborar en las revoluciones cubanas. Así como también para ayudar a los campesinos. Este personaje ha sido tachado como bandolero y como independentista según diversas opiniones personales. 

## Biografía
Nacido en 1850 en Matanzas, Cuba, su familia decidió establecerse en Quivicán en década de los 70.
Sus padres eran originarios de las Islas Canarias.
En 1876, Manuel García fue el guía de una expedición procedente de la ciudad estadounidense de Cayo Hueso, Florida, asentada en San Felipe. 
A finales de la década de los 70, atacó a un alcalde, que según parece no había respetado a su esposa, por lo que fue detenido por la policía y enviado a la cárcel. Sin embargo, tras salir de ella, descubrió a su padrastro golpeando a su madre, por lo que lo golpeó dejándolo en el suelo, aunque no llegó a matarlo.
Debido a eso, como no quería volver a la cárcel, decidió refugiarse en el monte. Sin embargo, ya en ese lugar, conoció a un tal Cristóbal Días, un hombre de no muy buena reputación que llevaba a cabo delitos. Su relación con él lo impulsó a colaborar en dichos delitos.
Más tarde, en 1885 emigró temporalmente a Florida (Estados Unidos), donde se estableció en Cayo Hueso y comenzó a trabajar en una tabaquería. Allí conoció a gente que había luchado por la independencia en su país. Así, cuando en 1887 regresó a Cuba, arribó a Puerto Escondido, una zona situada al nordeste de La Habana, junto a otras cuatro personas. Al principio era el capitán del Ejército Libertador quien lideraba el grupo, sin embargo, fue asesinado en la lucha por lo que el puesto de liderazgo del grupo fue ocupado por Manuel.
Entre 1887 y 1895 siguió luchando por la independencia de Cuba siendo uno de los enemigos más importantes para el ejército español que lo buscaban en Las Villas. Así, como también en las provincias occidentales. Manuel también logró destruir propiedades enemigas y fue capaz de recaudar, aunque a través de secuestros que realizaba a personas ricas,  fondos para mantener la revolución.
Manuel García falleció el 24 de febrero de 1895, en Ceiba Mocha, Matanzas. Se cree que su muerte fue causada probablemente por un asesinato, cuando él fue a unirse como comandante del Ejército Libertador junto a su ejército a los soldados matanceros.

## Anécdota con Martí
José Martí, que siempre consideró que la Revolución debía realizarse con ideales y actos puros, y quería hacer que Manuel García fuera honesto, llegó a rechazar los ocho mil pesos que le envió García, ya que estos los había conseguido mediante un rescate cobrado a través de un secuestro que él había realizado. Aunque Manuel García intentó convencer a Martí de que aceptara su dinero para la causa, el Apóstol se negó explicándole que si la guerra revolucionaria despertaba, ya podría entonces demostrar su patriotismo.

## Imagen deformada
Según una extensa investigación llevada a cabo por los periodistas Jorge Petinaud y Raúl Rodríguez, las personas que trabajaban en los servicios de inteligencia españoles fueron las primeras que comenzaron en considerar a Manuel García como bandolero y malhechor. Los escritores y periodistas que los siguieron, por su parte, se limitaron a repetir esa idea, influyendo de esa falsa idea sobre García Ponce a la población en general.

## Reivindicación
Recientemente, la figura de Manuel García Ponce fue reivindicado como un patriota. Identificados sus restos, ya descansan los mismos en un panteón del Cementerio de Ceiba Mocha. En acto especial se realizaba la ceremonia el 24 de febrero del 2000.